# Larry Bagby
Larry Bagdy (Marysville, 7 marzo 1974) è un attore e musicista statunitense.
Ha iniziato a lavorare come attore nel 1987, a 13 anni, in alcune serie televisive.
Ha partecipato come attore in alcuni episodi di Buffy l'ammazzavampiri.
Al cinema, ha recitato, tra gli altri, in Quando l'amore brucia l'anima - Walk the Line interpretando uno dei componenti della band di Johnny Cash.
Ha in seguito, iniziato a lavorare come musicista, soprattutto in colonne sonore di film.

## Filmografia parziale

### Cinema
- Hocus Pocus, regia di Kenny Ortega (1993)
- Quando l'amore brucia l'anima - Walk the Line (Walk the Line), regia di James Mangold (2005)
- Il coraggio di vincere (Forever Strong), regia di Ryan Little (2008)
- Horizon: An American Saga, regia di Kevin Costner (2024)

### Televisione
- Buffy l'ammazzavampiri (Buffy the Vampire Slayer) – serie TV, 6 episodi (1997-1999)
- E.R. - Medici in prima linea (ER) – serie TV, 1 episodio (2005)